# Beierella brasiliensis
Beierella brasiliensis är en insektsart som beskrevs av Piza Jr. 1978. Beierella brasiliensis ingår i släktet Beierella och familjen vårtbitare. Inga underarter finns listade i Catalogue of Life.